# Макаренков, Иван Михайлович
Иван Михайлович Макаренков (1918—2004) — старшина Рабоче-крестьянской Красной Армии, участник Великой Отечественной войны, Герой Советского Союза (1943).

## Биография
Иван Макаренков родился 15 декабря 1918 года в селе Ольговка (ныне — Добринский район Липецкой области). После окончания начальной школы работал трактористом. В 1939 году Макаренков был призван на службу в Рабоче-крестьянскую Красную Армию. С июня 1941 года — на фронтах Великой Отечественной войны. В боях два раза был ранен. К январю 1943 года старшина Иван Макаренков был механиком-водителем танка «Т-60» 549-го танкового батальона 61-й отдельной танковой бригады 67-й армии Ленинградского фронта. Отличился во время прорыва блокады Ленинграда.
8 августа 1941 года Макаренков в составе роты охраны 19-го стрелкового Выборгского Краснознамённого ордена Кутузова полка 90-й стрелковой дивизии Кингисеппского участка обороны оказывал упорное сопротивление немецким танковым частям.
12 января 1943 года Макаренков в составе роты лейтенанта Дмитрия Осатюка переправился через Неву и по болотам приблизился к Синявинским высотам. Противник предпринял контратаку, но роте успешно удалось её отразить. При этом Макаренков и Осатюк гусеницами и пулемётным огнём уничтожили большое количество солдат и офицеров противника. 18 января 1943 года рота Осатюка успешно соединилась в частями Волховского фронта. 21 января 1943 года Макаренков был тяжело ранен, но Осатюку удалось его доставить в укрытие. В результате ранения Макаренков остался без левой ноги.
Указом Президиума Верховного Совета СССР от 10 февраля 1943 года за «образцовое выполнение боевых заданий командования на фронте борьбы с немецкими захватчиками и проявленные при этом отвагу и геройство» старшина Иван Макаренков был удостоен высокого звания Героя Советского Союза с вручением ордена Ленина и медали «Золотая Звезда» за номером 1229.
В том же году Макаренков был демобилизован по ранению. Проживал и работал в Липецке. Скончался 20 мая 2004 года, похоронен на Косыревском кладбище Липецка.
Был также награждён орденом Отечественной войны 1-й степени и рядом медалей.